# Hoofd van een boerin
Hoofd van een boerin of Portret van een oude vrouw is een paneeltje geschilderd door Pieter Bruegel de Oudere rond 1568 en te zien in de Alte Pinakothek van München. Het is niet gesigneerd of gedateerd, maar de toeschrijving is vrijwel algemeen.

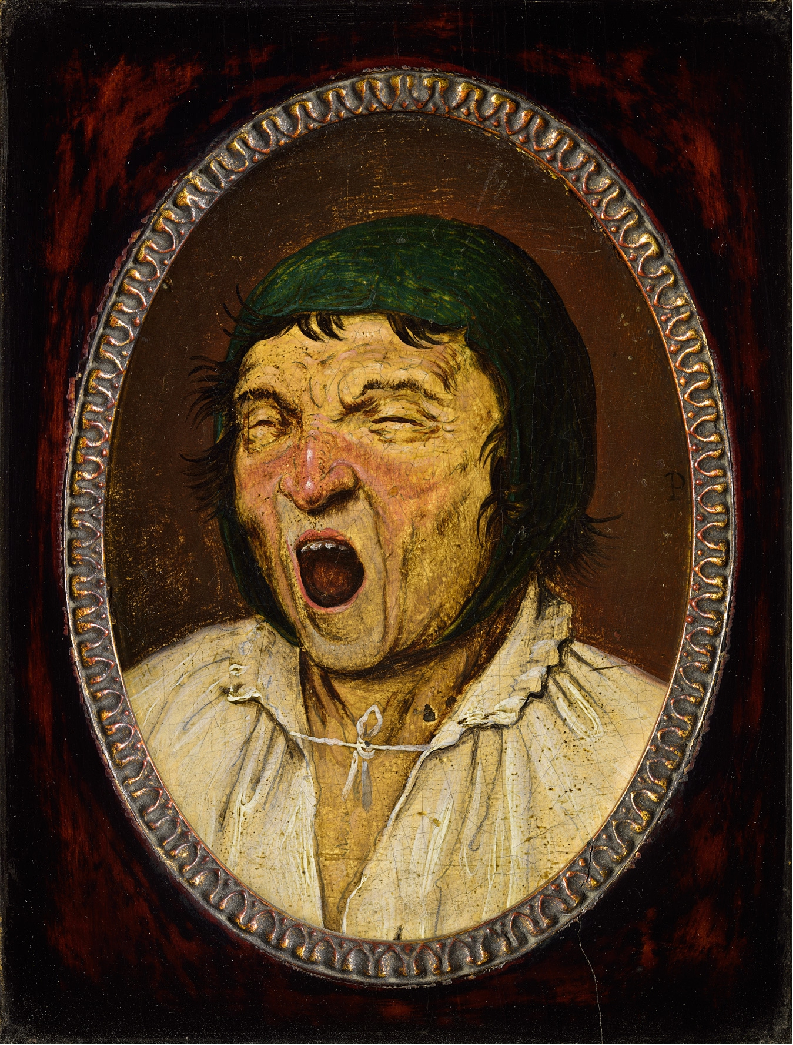
De gaper, een tronie toegeschreven aan Pieter Brueghel de Jonge, mogelijk naar zijn vader

## Voorstelling
We zien een vrouw, nagenoeg volledig in profiel, die opkijkt en verrast of onbegrijpend de mond opent. Door de uiterst dunne lippen zien we een paar tanden. Het gezicht is mager en getekend door ouderdom. Aan de gebruinde huid en rode wangen merken we dat het iemand van het buitenleven is. De eenvoudige kleding met de witte hoofddoek bevestigt de impressie van een boerin.

## Analyse
Wat we zien is een tronie, een studie van een gelaatsuitdrukking, weliswaar naar levend model maar daarom nog geen portret, of hoogstens een naamloos portret. Uit de bronnen weten we dat Bruegel meerdere tronies moet hebben geschilderd, doorgaans wellicht als voorbereiding op grotere composities. Dit is de enige die als autograaf wordt aanvaard. Het vierkante formaat laat nog enige twijfel toe of dit hoofd niet deel is geweest van een groter geheel. Het hout is dendrochronologisch gedateerd in 1539, dus het zou een vroeg werk van Bruegel kunnen zijn, maar op grond van de penseelvoering wordt het naar het einde van zijn leven geplaatst. Bij een restauratie in 2018 werd een inscriptiefragment Pb leesbaar in de rechtbovenhoek.

## Provenance
Voor 1804 bevond het werk zich in het kasteel van Neuburg an der Donau. In 1868 werd het overgebracht naar het paleis van Oberschleißheim en in 1912 naar de Alte Pinakothek.